# Rasmus Stoklund
Rasmus Stoklund Holm-Nielsen (ur. 17 marca 1984 we Fredericii) – duński polityk, działacz partii Socialdemokraterne, deputowany, od 2024 minister.

## Życiorys
Na Uniwersytecie Kopenhaskim ukończył studia z politologii pierwszego i drugiego stopnia (odpowiednio w 2009 i 2012). Krótko był urzędnikiem w rządowej agencji ds. biznesu Erhvervsstyrelsen. Zawodowo związany głównie z Dansk Metal, organizacją związkową przemysłu metalowego. Był w niej m.in. konsultantem i menedżerem ds. polityki biznesowej.
Zaangażował się w działalność polityczną w ramach Socialdemokraterne. W wyborach w 2019 po raz pierwszy uzyskał mandat deputowanego do Folketingetu. Z powodzeniem ubiegał się o poselską reelekcję w 2022.
W sierpniu 2024 objął stanowisko ministra ds. podatków w drugim rządzie Mette Frederiksen.